# معركة كرن

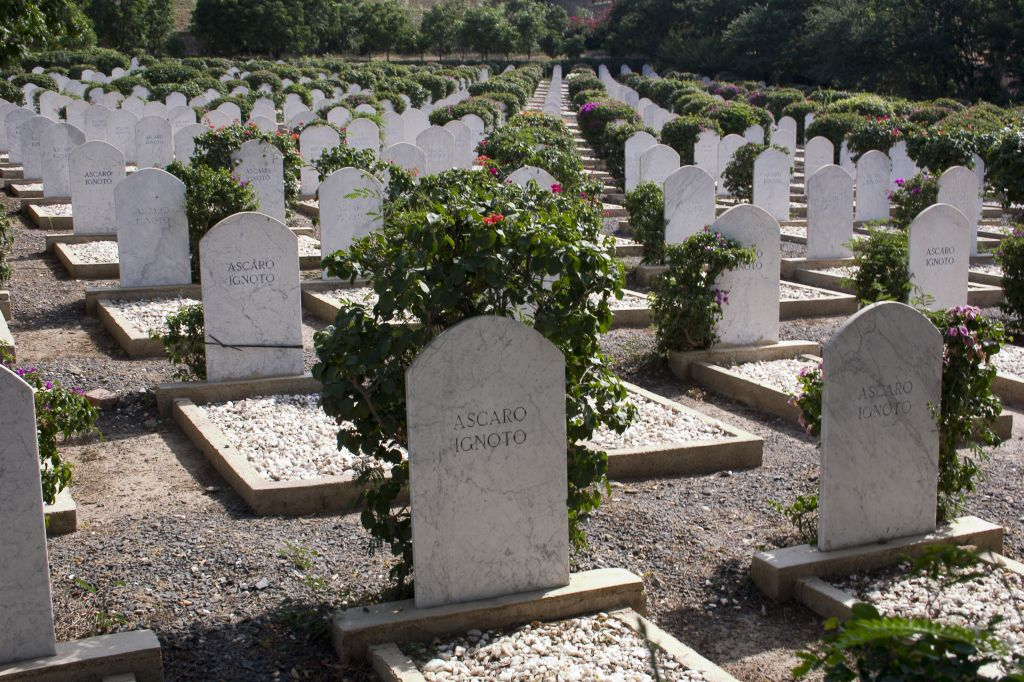
مقابر ضحايا معركة كرن من الجانب الإيطالي

معركة كرن (بالإنجليزية: Battle of Keren، وبالإيطالية: Battaglia di Cheren) هي معركة وقعت أحداثها بين يومي 5 فبراير و1 أبريل 1941 أثناء حملة شرق إفريقيا في الحرب العالمية الثانية. تقاتل في المعركة الجيش الاستعماري الإيطالي (مدافعًا عن الوجود الإيطالي في مستعمرة إريتريا) مع القوات البريطانية وقوات الكومنولث الغازية للمنطقة.
في سنة 1941 كانت مدينة كرن ـ الواقعة في مستعمرة إريتريا الإيطالية ـ تتمتع بأهمية إستراتيجية للجيشين الإيطالي والبريطاني؛ إذ كانت الطرق البرية والسكك الحديدية التي تمر بالمدينة هي الممر الرئيسي نحو مدينتي أسمرة (العاصمة الاستعمارية لإريتريا) ومصوع (الميناء الهام على البحر الأحمر).

## الخلفية

### إريتريا
استُخدمت منطقة إريتريا الإيطالية، التي استعمرها الإيطاليون عام 1885، كنقطة انطلاق للغزوات الإيطالية للإمبراطورية الإثيوبية في الحربين الإيطالية والحبشية الأولى والثانية. بدأ الغزو الثاني في عام 1935 وسقطت إثيوبيا في عام 1936. دُمجت إثيوبيا وأرض الصومال الإيطالية وإريتريا لتشكيل شرق إفريقيا الإيطالية جزءًا من الإمبراطورية الإيطالية. بعد إعلان الحرب الإيطالية في 10 يونيو 1940، أمر الديكتاتور الإيطالي بينيتو موسوليني قواته بالاستيلاء على أرض الصومال البريطانية والمدن الحدودية في السودان وكينيا.
إريتريا لديها ثلاث مناطق مناخية؛ منطقة ساحلية من السهل الرملي المنخفض يمتد إلى الداخل لمسافة 16-32 كم (10-20 ميل) في الشرق بارتفاعات تصل إلى 500 متر (1.650 قدمًا)، حار ورطب معظم العام، في يونيو وسبتمبر وأكتوبر أشد الشهور حرارة. يبلغ متوسط درجة الحرارة 31 درجة مئوية (88 درجة فهرنهايت) وفي الصيف يمكن أن تصل إلى 49 درجة مئوية (120 درجة فهرنهايت) في الظل. تسقط معظم الأمطار في الرياح الموسمية الصيفية، مع زخات مطر عرضية في الشتاء. في الجرف والوديان، المناخ معتدل مع هطول أمطار موسمية صيفية فقط، باستثناء المناطق القريبة من الساحل، حيث تسقط بعض الأمطار الشتوية.
شهر مايو هو الأكثر سخونة. ترتفع الحرارة باتجاه الهضبة بشكل حاد على ارتفاع 1800 متر (6000 قدم)، أو 3000 متر (10000 قدم) ثم تتجه الأرض للانخفاض إلى الغرب. يكون الجو أكثر برودة، مع بقاء الرياح الموسمية من يونيو إلى سبتمبر وأمطار خفيفة في أبريل ومايو، وتكون درجة الحرارة أعلى خلال موسم الجفاف من نوفمبر إلى أبريل وما فوق 2600 م (8500 قدم). تكون الأراضي مرتفعة في شمال إثيوبيا، حيث تشكل الجبال والأودية تضاريس دفاعية مثالية.

### قيادة الشرق الأوسط
رد البريطانيون بتشكيل فرقتين في السودان وثلاث في كينيا بحلول أوائل فبراير 1941. القوات المتمركزة في السودان - بقيادة الفريق ويليام بلات وتحت قيادة الجنرال أرشيبالد ويفيل (القائد في- رئيس القيادة البريطانية للشرق الأوسط) - غزت إريتريا عبر كسلا في 18 يناير وبحلول 1 فبراير استولت على أغردات على بعد 160 كم (100 ميل) شرقًا.

### الغزو الإيطالي للسودان
غزت قوة إيطالية مؤلفة من 6500 رجل من إريتريا السودان، والتي تقدمت على تقاطع للسكك الحديدية في كسلا وأجبرت الحامية البريطانية من 320 رجال من قوات سوريا الديمقراطية وبعض أفراد الشرطة المحلية يتقاعدون، بعد أن تسببوا في سقوط 43 قتيلًا و114 جريحًا. قاد الإيطاليون أيضًا فصيلة من السرية رقم 3 والفيلق العربي الشرقي التابع لقوات سوريا الديمقراطية على الحدود مباشرة من ميتما، على بعد نحو 320 كم (200 ميل) جنوب كسلا واستولوا على قرى الكرموك ودمبودي على النيل الأزرق. ومن هناك لم يغامر الإيطاليون بالدخول إلى السودان بسبب نقص الوقود. وشرعوا في تحصين كسلا بالدفاعات المضادة للدبابات ونقاط المدافع الرشاشة ونقاط القوة، ثم أنشأوا فيما بعد حامية لواء قوية. أصيب الإيطاليون بخيبة أمل لعدم وجود مشاعر قوية معادية لبريطانيا بين السكان الأصليين.